# Laurin Heinrich
Laurin Heinrich (Kürnach, 26 september 2001) is een Duits autocoureur. In 2022 werd hij kampioen in de Duitse Porsche Carrera Cup.

## Carrière
Heinrich begon zijn autosportcarrière in het karting in 2009. In 2017 stapte hij over naar het formuleracing en nam hij deel aan het ADAC Formule 4-kampioenschap voor zijn familieteam Heinrich Motorsport. Hij kende een moeilijk seizoen voor het kleine team, waarin een veertiende plaats op de Lausitzring zijn beste resultaat was. Hiermee eindigde hij puntloos op plaats 27 in het klassement. Hij behaalde wel drie zeges in het rookiekampioenschap - een op de Motorsport Arena Oschersleben en twee op de Red Bull Ring - en werd hier zesde en eveneens laatste met 196,5 punten. In het laatste raceweekend op de Hockenheimring Baden-Württemberg kwam hij niet meer in actie.
In 2018 reed Heinrich geen races, maar in 2019 keerde hij terug in de autosport in de 5E-klasse van de Porsche Sports Cup Germany. Met zes zeges en drie andere podiumfinishes uit tien races werd hij gekroond tot kampioen met 221 punten. Aan het eind van het jaar debuteerde hij in de Duitse Porsche Carrera Cup. In 2020 reed hij een volledig seizoen in deze klasse bij het team T3/HRT Motorsport. Hij behaalde zijn eerste podiumfinish op het Circuit Bugatti. Op de Red Bull Ring behaalde hij nog drie podiumfinishes, en op de Lausitzring voegde hij hier nog een aan toe. Met 117 punten werd hij achter Larry ten Voorde, Dylan Pereira en Leon Köhler vierde in de eindstand. Ook won hij het rookieklassement. Gedurende 2020 debuteerde hij in de Porsche Supercup, waarin hij voor MRS GT-Racing twee races reed.

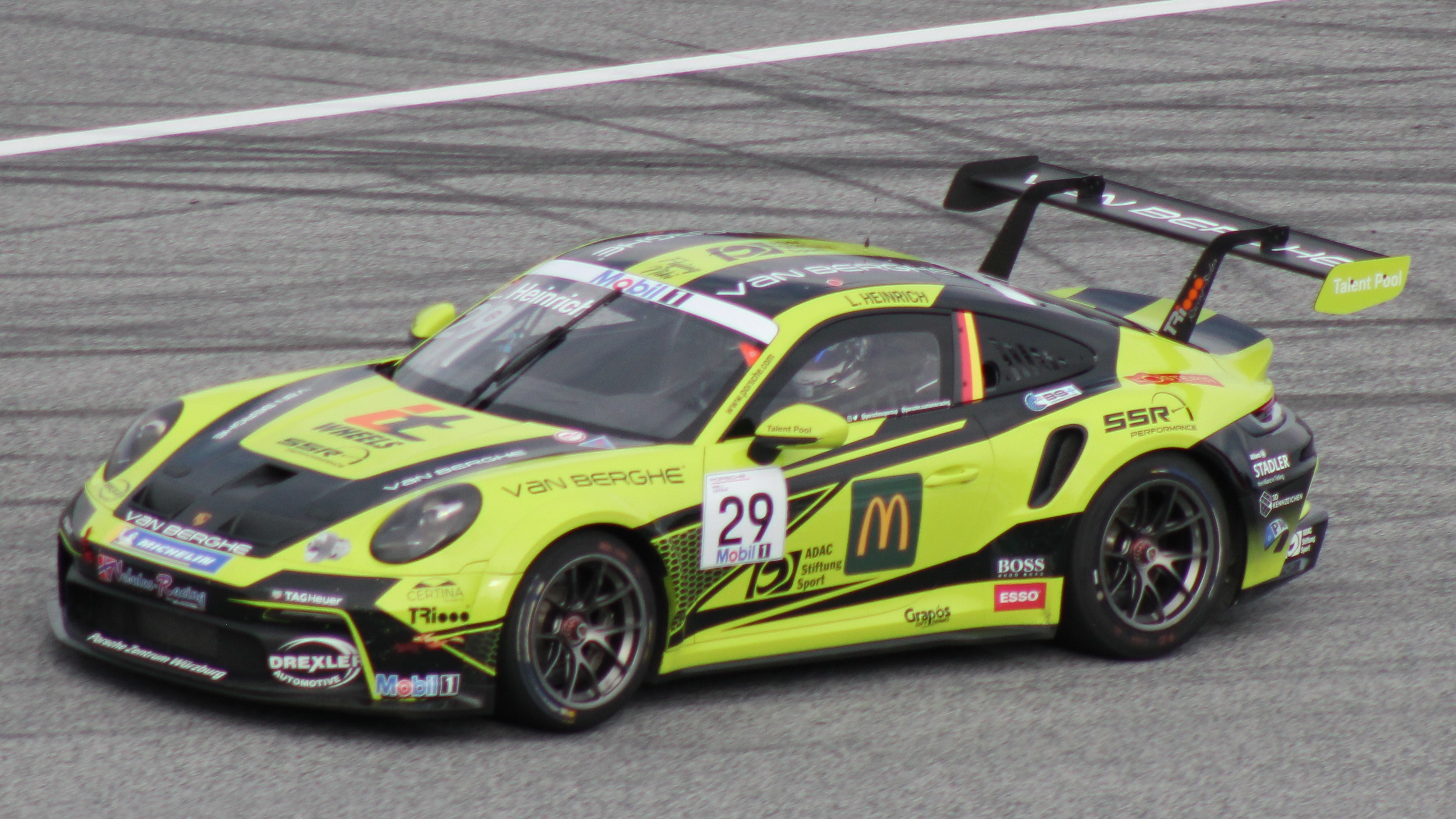
Laurin Heinrich op de Red Bull Ring in 2021.

In 2021 reed Heinrich een dubbel programma in de Duitse Porsche Carrera Cup en de Porsche Supercup bij Huber Racing. In de Carrera Cup behaalde hij twee overwinningen op Oschersleben en de Red Bull Ring en stond hij in zes andere races op het podium. Met 214 punten werd hij achter Ten Voorde, Ayhancan Güven en Köhler vierde in het kampioenschap. In de Supercup won hij een race op het Circuit Zandvoort en behaalde daarnaast ook podiumfinishes op het Circuit de Spa-Francorchamps en het Autodromo Nazionale Monza. Met 100 punten werd hij achter Ten Voorde, Jaxon Evans en Güven ook hier vierde in de eindstand. Hij werd tevens kampioen in de rookieklasse. Aan het eind van het jaar nam hij deel aan een competitie van Porsche op het Motorland Aragón, wat ertoe leidde dat hij werd opgenomen in het opleidingsprogramma van de fabrikant.
Als onderdeel van zijn programma bij Porsche begon Heinrich het jaar 2022 in de 24 uur van Dubai. Hij nam deel aan de 992-Am-klasse, maar moest al vroeg in de race uitvallen. Vervolgens reed hij opnieuw een dubbel programma in de Supercup en de Carrera Cup; voor de eerste van deze klasses kreeg hij een beurs van €225.000 als prijs voor het winnen van de Porsche-competitie. In de Supercup behaalde hij opnieuw een zege, ditmaal op Silverstone, en behaalde hij ook podiumplaatsen op het Circuit de Monaco, de Red Bull Ring en Spa. Met 123 punten werd hij achter Pereira en Ten Voorde derde in de eindstand. In de Carrera Cup kende hij een zeer succesvol seizoen met zes overwinningen: twee op zowel Spa als de Sachsenring en een op de Red Bull Ring en Zandvoort. Met 297 werd hij gekroond tot kampioen in de klasse. Aan het eind van het jaar nam hij deel aan twee races van de Noord-Amerikaanse Porsche Carrera Cup op Road Atlanta. In de eerste race viel hij uit met remproblemen, maar in de tweede race behaalde hij de overwinning.
In 2023 werd Heinrich een officiële fabriekscoureur van Porsche. Dat jaar debuteerde hij in de DTM bij het KÜS Team Bernhard, waar hij in een Porsche 911 GT3 R (992) reed. Ook maakte hij zijn debuut in de GT World Challenge Europe Endurance Cup bij het team Rutronik Racing.